# Serge Plantey
Pour les articles homonymes, voir Plantey.
Pas d'image ? Cliquez ici

a Compétitions nationales et continentales officielles uniquement.

b Matchs officiels uniquement.
Serge Plantey, né le 14 février 1940 à Salles (France), est un joueur international français de rugby à XV, qui a joué avec l'US Salles et le Racing Club de France au poste de demi d'ouverture ou de trois-quarts aile.

## Biographie
En 1961, Serge Plantey effectue une tournée en Nouvelle-Zélande et en Australie. Au cours de celle-ci, il dispute son premier test match en équipe de France le 26 août 1961 contre l'équipe d'Australie,.
Il joue son deuxième et dernier test match contre l'équipe d'Italie le 22 avril 1962,.
Son frère, Jean Plantey, est également un joueur de rugby à XV puis entraîneur,.

## Statistiques en équipe nationale
- Sélections en équipe de France : 2.

## Palmarès
- Vainqueur du Championnat de France réserve en 1961 avec le Racing CF.
- Finaliste du Championnat de France de 2e division en 1974 avec l'US Salles.